# Речи против Верреса
«Речи против Верреса» или «Веррины» — речи римского оратора Марка Туллия Цицерона, написанные им в 70 году до н. э. для судебного процесса по делу бывшего наместника Сицилии Гая Верреса. Последнему инкриминировались превышение власти, неправедный суд, хищения, вымогательства, оскорбления религии. Цицерон, выступавший в роли обвинителя, успел произнести только несколько коротких речей, после которых Веррес ушёл в изгнание (это трактовалось как признание вины). Позже оратор подверг свои речи литературной обработке и опубликовал их. Произнесённые речи были опубликованы в одну, известную под названием «Первая сессия», остальные известны под общим названием «Вторая сессия».

## Список речей
- Первая сессия
- О городской претуре
- О судебном деле
- О хлебном деле
- О предметах искусства
- О казнях